# Atletica leggera ai Giochi della II Olimpiade - Salto in lungo
La gara del salto in lungo dei Giochi della II Olimpiade si tenne in due giornate, sabato 14 luglio e domenica 15 luglio 1900 a Parigi, in occasione dei secondi Giochi olimpici dell'era moderna.

## L'eccellenza mondiale
I migliori atleti al mondo saltano più di 7,20 metri. Il 28 aprile lo statunitense Meyer Prinstein stabilisce il nuovo record americano con 7,50. Il suo più temibile rivale è Alvin Kraenzlein, campione nazionale nel 1899. Ha un personale di 7,43.

In Europa i migliori lunghisti sono irlandesi: Walter Newburn detiene il primato continentale con 7,33 ed ha vinto il titolo britannico nel 1898 e nel 1899. Degli irlandesi, l'unico presente a Parigi è Pat Leahy che, però, è uno specialista del salto in alto.

## La gara
Qualificazioni e finale si disputano in due giorni diversi: sabato e domenica.
La scelta degli organizzatori di far disputare la finale nel giorno festivo spinge gli atleti anglo-americani a disertare la gara. L'irlandese Peter O'Connor (che gareggia per la Gran Bretagna) non si presenta nemmeno di sabato. Gli americani invece sabato gareggiano e chiedono agli organizzatori di spostare la finale al lunedì. Ottenuto un diniego,  cinque università proibiscono ai propri atleti di scendere in campo. Meyer Prinstein, che ha ottenuto il miglior salto con 7,175 metri, appartiene a una di esse: Syracuse. Alvin Kraenzlein, che è secondo con 6,93 m, è tesserato invece con il New York Athletic Club, che ha lasciato i suoi atleti libertà di decisione.

La domenica Kraenzlein si presenta in pedana e, con un salto di 7,185 metri, vince la gara superando di un centimetro il connazionale.
Lo stesso giorno Kraenzlein vince l'oro nei 60 metri piani. Doppiando la vittoria in queste due specialità, l'atleta statunitense diventa il primo olimpionico di una serie di campioni capaci di vincere l'oro nello sprint e nel salto in lungo nella stessa Olimpiade.
Prinstein si rifarà nella successiva Olimpiade di Saint Louis 1904 e in quella intermedia di Atene 1906.

## Risultati

### Qualificazioni
| Pos. | Nazione     | Atleta            | Misura  |
| ---- | ----------- | ----------------- | ------- |
| 1    | Stati Uniti | Meyer Prinstein   | 7,175 m |
| 2    | Stati Uniti | Alvin Kraenzlein  | 6,930 m |
| 3    | Francia     | Albert Delannoy   | 6,755 m |
| 4    | Stati Uniti | William Remington | 6,725 m |
| 5    | Regno Unito | Pat Leahy         | 6,710 m |
| 6    | Stati Uniti | John McLean       | 6,655 m |
| 7    | Stati Uniti | Thaddeus McClain  | 6,435 m |
| 8    | Germania    | Waldemar Steffen  | 6,300 m |
| 9    | Ungheria    | Ernő Schubert     | 6,050 m |
| 10   | Ungheria    | Gyula Strausz     | 6,010 m |
| 11   | Svezia      | Tore Blom         | 5,770 m |
| 12   | Svezia      | Eric Lemming      | 5,500 m |

### Classifica finale
Di ciascun atleta va inserita miglior misura tra le Qualificazioni e la Finale.
| Pos.    | Nazione     | Atleta            | Età | Finale  | Qualificazioni |
| ------- | ----------- | ----------------- | --- | ------- | -------------- |
| Oro     | Stati Uniti | Alvin Kraenzlein  | 24  | 7,185 m | 6,930 m        |
| Argento | Stati Uniti | Meyer Prinstein   | 22  | nm      | 7,175 m        |
| Bronzo  | Regno Unito | Pat Leahy         | 23  | 6,950 m | 6,710 m        |
| 4       | Stati Uniti | William Remington | 21  | 6,825 m | 6,725 m        |
| 5       | Francia     | Albert Delannoy   | 19  | nm      | 6,755 m        |